# Samuel Iling-Junior
Samuel Iling-Junior (sinh ngày 4 tháng 10 năm 2003) là một cầu thủ bóng đá chuyên nghiệp người Anh thi đấu ở vị trí tiền vệ cánh cho câu lạc bộ Juventus tại Serie A.

## Danh hiệu
U19 Anh
- Giải vô địch bóng đá U-19 châu Âu: 2022[4]

Juventus Next Gen
- Coppa Italia Serie C á quân: 2022–23 [it][5]

Juventus
- Coppa Italia: 2023–24[6]